# Nhật thực 14 tháng 12, 2020
Nhật thực toàn phần sẽ xảy ra vào ngày 14 tháng 12 năm 2020. Nhật thực xảy ra khi Mặt Trăng đi qua giữa Trái Đất và Mặt Trời, do đó che khuất hoàn toàn hoặc một phần hình ảnh của Mặt Trời trên Trái Đất. Nhật thực toàn phần xảy ra khi đường kính biểu kiến của Mặt trăng lớn hơn Mặt Trời, chặn tất cả ánh sáng mặt trời trực tiếp, biến ban ngày thành bóng tối. Nhật thực toàn phần xảy ra trong một dài vạch hẹp trên bề mặt Trái Đất, với nhật thực một phần có thể nhìn thấy trên một khu vực xung quanh rộng hàng ngàn km.
Đường đi của nhật thực lần này tương tự như nhật thực ngày 26 tháng 2 năm 2017. Nó diễn ra chỉ 17 tháng sau nhật thực ngày 2 tháng 7 năm 2019 và giống như nhật thực năm 2019, cũng có thể nhìn thấy từ Chile và Argentina. Đây cũng là nhật thực một phần ở Bolivia, Brazil, Ecuador, Paraguay, Peru và Uruguay.
Nhật thực này sẽ xảy ra một năm âm lịch sau nhật thực hình khuyên vào ngày 26 tháng 12 năm 2019.

## Quan sát

### Chile

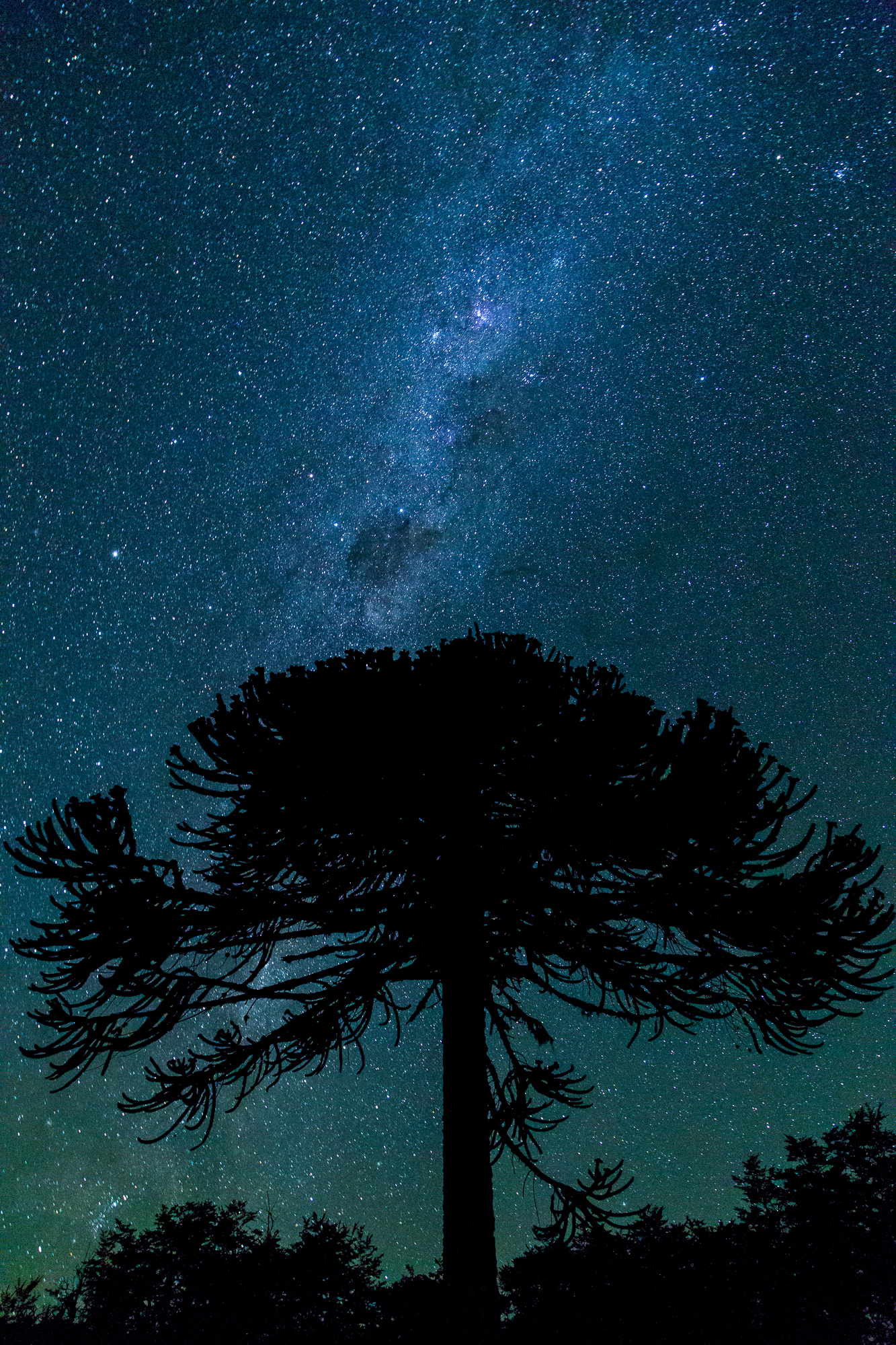
Phong cảnh đêm ở La Araucanía, Chile

Tổng số sẽ được nhìn thấy trong các phần của Vùng Araucanía, Vùng Los Ríos và một phần rất nhỏ của Vùng Bío Bío. Các thành phố trong con đường bao gồm Temuco, Villarrica và Pucón. Nhật thực toàn phần cũng sẽ được nhìn thấy trên đảo Mocha.
Thời gian và độ bao phủ của bóng tối ở các thành phố và thị trấn chính ở Chile, theo thứ tự từ Bắc xuống Nam:
| Arauco Province, Biobío Region     |            |           |         |
| Location                           | % Coverage | Time      | Time    |
| Contulmo                           | 98,61%     |           |         |
| Tirúa                              | 99,82%     |           |         |
| Mocha Island                       | 100%       | 57.2’’    | Seconds |
| Malleco Province, Araucanía Region |            |           |         |
| Location                           | % Coverage | Time      | Time    |
| Angol                              | 97,33%     |           |         |
| Purén                              | 98,50%     |           |         |
| Victoria                           | 98,45%     |           |         |
| Traiguén                           | 98,83%     |           |         |
| Curacautín                         | 98,71%     |           |         |
| Lonquimay                          | 98,26%     |           |         |
| Cautín Province, Araucanía Region  |            |           |         |
| Location                           | % Coverage | Time      | Time    |
| Lautaro                            | 99,44%     |           |         |
| Cholchol                           | 99,95%     |           |         |
| Vilcún                             | 99,70%     |           |         |
| Temuco                             | 100%       | 29.8’’    | Seconds |
| Cunco                              | 100%       | 58.2’’    | Seconds |
| Nueva Imperial                     | 100%       | 1m 30’’   | Minute  |
| Carahue                            | 100%       | 1m 38,8’’ | Minute  |
| Puerto Saavedra                    | 100%       | 2m 2,1’’  | Minutes |
| Teodoro Schmidt                    | 100%       | 2m 8.5’’  | Minutes |
| Toltén                             | 100%       | 1m 55.5’’ | Minute  |
| Freire                             | 100%       | 1m 55,6’’ | Minute  |
| Pitrufquén                         | 100%       | 1m 59,8’’ | Minute  |
| Gorbea                             | 100%       | 2m 08,4’’ | Minutes |
| Lastarria                          | 100%       | 2m 05,1’’ | Minutes |
| Loncoche                           | 100%       | 1m 50.6’’ | Minute  |
| Villarrica                         | 100%       | 2m 08,7’’ | Minutes |
| Las Chilcas                        | 100%       | 2m 08.9’’ | Minutes |
| Molco                              | 100%       | 2m 08,6’’ | Minutes |
| Pucón                              | 100%       | 2m 07,9’’ | Minutes |
| Caburgua Lake                      | 100%       | 1m 57,4’’ | Minutes |
| Palguín Bajo                       | 100%       | 2m 07.9’’ | Minutes |
| Curarrehue                         | 100%       | 2m 06,9’’ | Minutes |
| Correntoso                         | 100%       | 2m 08,7’’ | Minutes |
| Licán Ray                          | 100%       | 1m 53,6’’ | Minute  |
| Valdivia Province, Los Ríos Region |            |           |         |
| Location                           | % Coverage | Time      | Time    |
| Lanco                              | 100%       | 1m 18.1’’ | Minute  |
| Malalhue                           | 100%       | 1m 12,4’’ | Minute  |
| Panguipulli                        | 100%       | 41’’      | Seconds |
| Calafquén                          | 100%       | 1m 28.3’’ | Minute  |
| Coñaripe                           | 100%       | 1m 46,3’’ | Minute  |
| Liquiñe                            | 100%       | 1m 05,6’’ | Minute  |
| Choshuenco                         | 99,85%     |           |         |
| Puerto Fuy                         | 99,88%     |           |         |
| Mehuín                             | 99,99%     |           |         |
| San José de la Mariquina           | 99,94%     |           |         |
| Valdivia                           | 98,96%     |           |         |
| Los Lagos                          | 99,21%     |           |         |
| Futrono                            | 98,74%     |           |         |
| Paillaco                           | 98,46%     |           |         |
| Río Bueno                          | 97,49%     |           |         |
| Lago Ranco                         | 97,99%     |           |         |

## Hình ảnh

Đường đi mô phỏng

### Argentina
Nhật thực toàn phần cũng sẽ được nhìn thấy trên khắp Vùng Patagonia phía Bắc (cụ thể là các tỉnh Neuquén và Río Negro), đi qua các thành phố bao gồm Piedra del Águila, Sierra Colorada, Ministro Ramos Mexía, Junín de los Andes, và một phần ở San Martín de los Andes và San Carlos de Bariloche.